# Louis-Pierre Ducros
Louis-Pierre Ducros (Nîmes, 27 dicembre 1846 – Strasburgo, 1935) è stato un critico letterario francese.

## Biografia
Nato e cresciuto a Nîmes, scrisse la propria tesi di laurea su Immanuel Kant e nel 1883 pubblicò la monografia Schopenhauer: les origines de sa métaphysique, in cui rintracciava proprio in Kant le origini della metafisica di Schopenhauer. Tre anni più tardi pubblicò Henri Heine et son temps, uno studio sul poeta tedesco in relazione con la società dell'epoca.
Tuttavia, Ducros era noto prevalentemente per i suoi studi sull'Illuminismo: fu autore infatti di un saggio su Denis Diderot e di un'opera monumentale in tre volumi su Jean-Jacques Rousseau. Nel 1901 fu candidato al Premio Nobel per la letteratura per Les Encyclopédistes. Si sarebbe occupato della storia culturale e sociale della Francia del XVIII secolo anche nella sua ultima opera, La Société française au XVIIIe siècle (1922).
All'imponente produzione letteraria affiancò anche una carriera accademica di successo: fu professore di letteratura francese all'Università di Bordeaux, all'Università di Poitiers e all'Université de Provence, di cui fu anche preside della facoltà di lettere tra il 1894 e il 1919.

## Opere
- Schopenhauer: les origines de sa métaphysique, 1883.
- Henri Heine et son temps (1799-1827), 1886.
- J.-J. Rousseau, 1888.
- Diderot: l’homme et l'écrivain, 1894.
- Les Encyclopédistes, 1900.
- Jean-Jacques Rousseau: De Genève à l’Hermitage (1712-1757), 1908.
- Jean-Jacques Rousseau: De Montmorency au Val de Travers (1757-1765), 1914.
- Jean-Jacques Rousseau: De l’Ile de Saint-Pierre à Ermenonville (1765-1778), 1915.
- La Société française au XVIIIe siècle, 1922.